# ミルトン・ダイアモンド

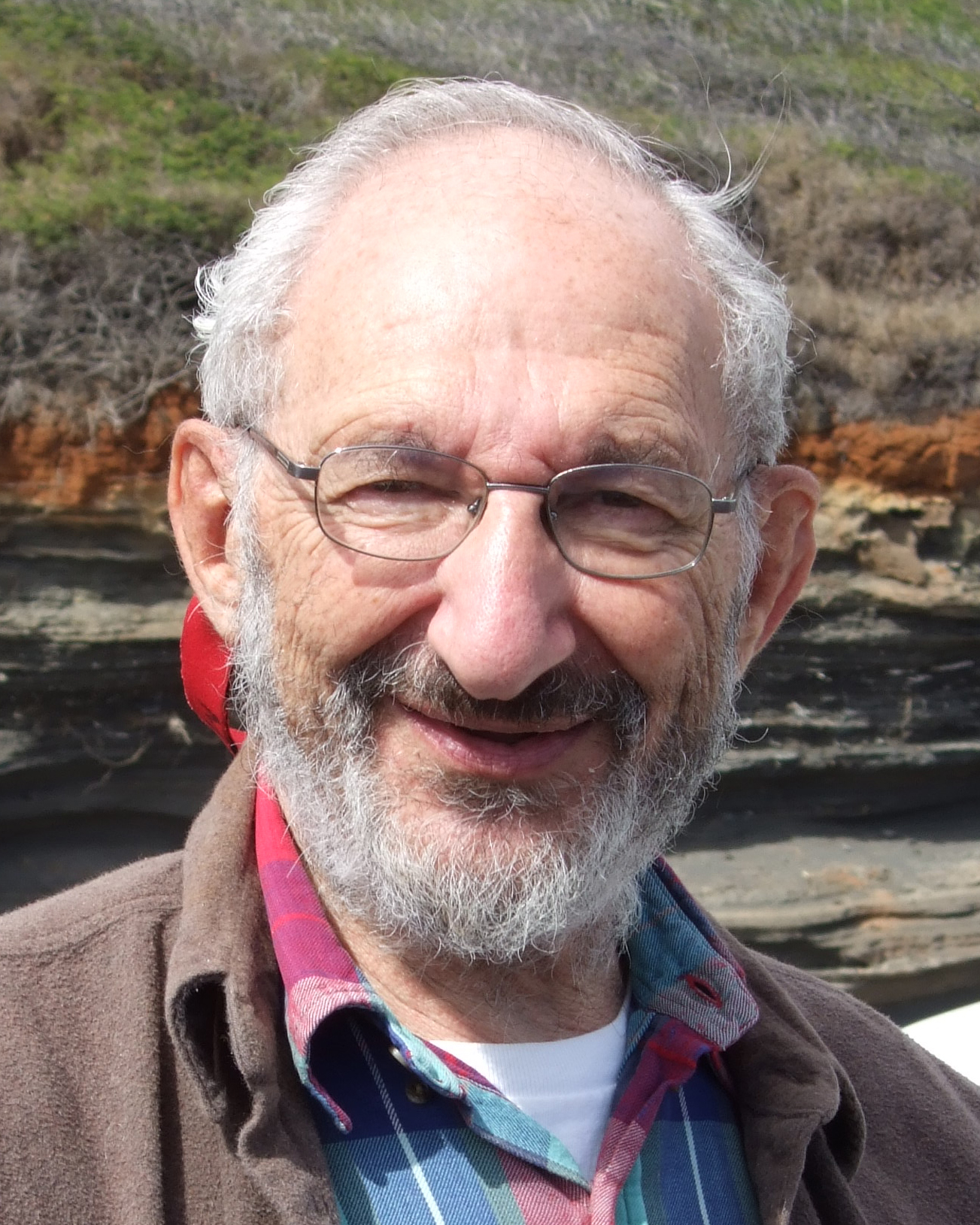
ミルトン・ダイアモンド

ミルトン・ダイアモンド（Milton Diamond、1934年3月6日 - 2024年3月20日）は、アメリカの性科学者。ハワイ大学メディカルスクール名誉教授（解剖学・生殖生物学）。専攻は性科学。ハワイ大学内の『環太平洋・性と社会研究所 Pacific Center for Sex and Society』を主宰。

## 経歴
1934年ニューヨークで生まれ、1955年よりニューヨーク市立大学シティカレッジで生物学を学び卒業。1958年から1962年までカンザス大学大学院で解剖学と心理学を専攻しPh.D.を取得。その後、ルイビル大学（University of Louisville）で教壇に立った。
1994年にキース・シグムンドソン H. Keith Sigmundson と共同で、デイヴィッド・ライマーの体験に関する論文を執筆した。
1999年に International Academy of Sex Research、2001年に Society for the Scientific Study of Sexuality の会長を務めた。
人間の性、性別に関する研究で実績があり、ジェンダー・アイデンティティ（性同一性）の起源についての研究で有名である。日本にもいくどか訪日し、講演をおこなっている。
2024年3月20日、ホノルルで心停止により死去。90歳没。

## 賞歴
- 1999年、イギリス GIRES Research Prize 受賞[2]。
- 2000年、ドイツ Magnus Hirschfeld Medal 受賞[3]。
- 2005年、ノルウェー Diversity Prize 受賞。
- 2009年、Regents' Medal for Excellence in Research 受賞[4]。
- 2011年、Kinsey Award 受賞[5]。

## 著書
- Milton Diamond; Arno Karlen “Sexual decisions” Boston: Little, Brown (1980)
- Milton Diamond “SexWatching: The World of Sexual Behavior” London: Macdonald Co. Ltd. (1984)
- ミルトン・ダイアモンド、アーノ・カーレン　『人間の性とは何か—性教育学講座』　田草川まゆみ訳、小学館、1984年。 ISBN 9784098371211
- ミルトン・ダイアモンド　『セックスウォッチング—人間の性行動学』　池上千寿子・根岸悦子訳、小学館、1986年。 ISBN 9784096930144
- 池上千寿子、ミルトン・ダイアモンド　『エイズ—性・愛・病気　イラスト版オリジナル』　現代書館、1993年。 ISBN 9784768400463
- 石田仁編著、田端章明、鶴田幸恵、東優子、ミルトン・ダイアモンド、ヘイゼル・グレン・ベイ、谷口洋幸　『性同一性障害—ジェンダー・医療・特例法』　御茶の水書房、2008年。 ISBN 9784275008060